# Pipistrellus minahassae
Pipistrellus minahassae é uma espécie de morcego da família Vespertilionidae. Endêmica da Indonésia.